# Alfons Vangeel

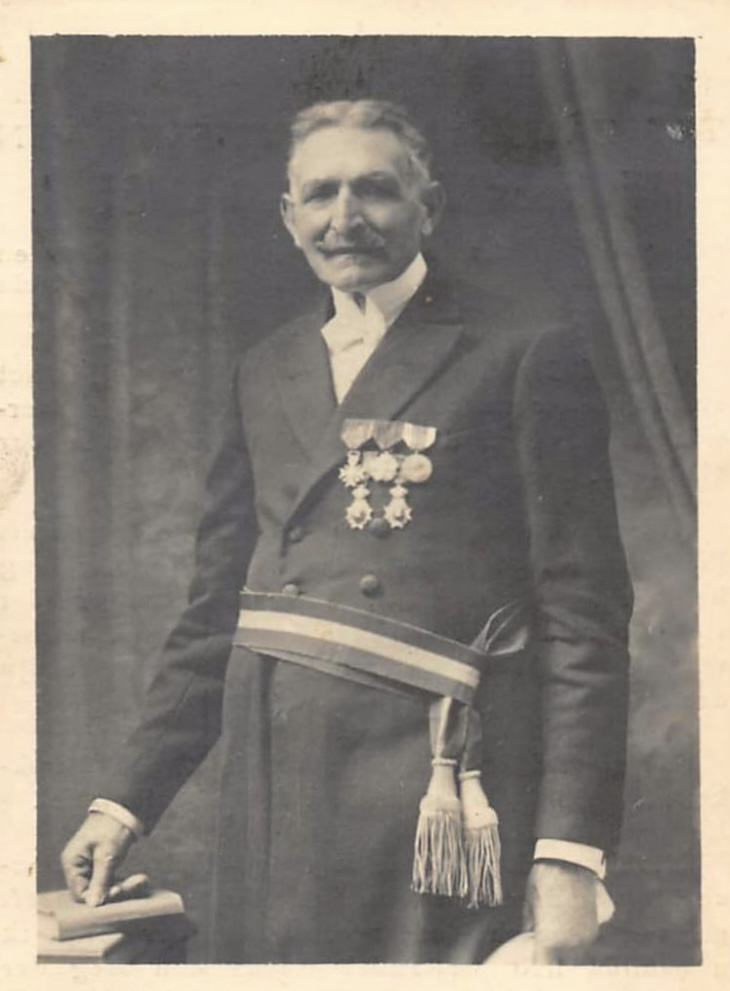
Vangeel met burgemeesterssjerp.

Alfons Vangeel (Winksele, 22 november 1856 - Wilsele, 27 september 1935) was een Belgisch politicus en burgemeester van Wilsele. Zijn familienaam wordt soms ook als Van Geel geschreven.

## Biografie
Op jonge leeftijd belandde hij al in de gemeenteraad van Wilsele, namens de Katholieke Partij, en werd schepen in 1880. In 1901 werd hij burgemeester, een ambt dat hij zou uitvoeren tot 1926. Hij volgde de overleden burgemeester Petrus Joannes Geeraerts op, met dien verstande dat hij de functie zou uitoefenen tot Hendrik Geeraerts, zoon van wijlen Petrus Joannes Geeraerts, klaar was om het burgemeestersambt op te nemen, net zoals zijn vader en overgrootvader Petrus Geeraerts. De jonge Hendrik had echter geen politieke ambities en Vangeel bleef burgemeester. Ten tijde van de Eerste Wereldoorlog werd hij door de Duitse bezetter afgezet en vervangen door Emile Van Herck, een uit Antwerpen afkomstig scheepsmakelaar op rust die rond 1900 in Wilsele kwam wonen. In 1921 kwam het socialisme op in Wilsele en wonnen de socialisten onder leiding van Henri Corbeels overtuigend de verkiezingen. De provinciegouverneur weigerde echter een socialistisch burgemeester te benoemen en verlengde de opdracht van Vangeel, die als katholiek burgemeester enkel in naam aan het hoofd stond van een socialistisch schepencollege en een socialistische meerderheid in de gemeenteraad had. In 1927, na een tweede verkiezingsoverwinning op rij, werd toenmalig eerste schepen Henri Corbeels wel tot burgemeester benoemd. Corbeels was de eerste socialistische burgemeester in de regio.
Vangeels politieke carrière eindigde in 1926. In totaal diende Vangeel als schepen en burgemeester 46 jaar de gemeente Wilsele.
Hij stierf in de leeftijd van 79 jaar en werd begraven in een familiegraf aan de Sint-Martinuskerk in Wilsele-Dorp. Zijn echtgenote Anna Elisabeth Gueerts overleefde hem. Het graf, waarin ook zijn zoon Hendrik Constant Vangeel (1886-1949), bestaat nog steeds.
Een straat in Wilsele-Dorp werd naar hem vernoemd: de Alfons Van Geelstraat.